# اسماعیل نجار
اسماعیل نجار (زادهٔ ۱۳۳۹ در شهرستان سرخه)، سیاستمدار ایرانی، معاون وزیر کشور و رئیس سازمان مدیریت بحران کشور در دولت دوازدهم بوده‌است. 
وی سابقه استانداری کرمان و استانداری کردستان را در کارنامه خود دارد. همچنین در آذرماه سال ۱۳۹۵ با کسب بالاترین رای به‌عنوان رئیس مجمع استانداران کشور برگزیده شد. وی به‌عنوان گزینه استانداری خراسان رضوی از سوی وزارت کشور برای اخذ رای به هیئت دولت کابینه حسن روحانی معرفی شده‌بود اما سرانجام علیرضا رشیدیان به این سمت رسید. نجار دارای مدرک کارشناسی ارشد است. او پیش از این در دولت سازندگی فرماندار مریوان و در سال ۱۳۷۸ از مدیران میانی وزارت نفت در دولت سید محمد خاتمی بود. وی مدال درجه یک امداد و نجات و مدال درجه ۳ سازندگی را دارد.